# Billboard Music Award for Top Country Song
Der Billboard Music Award for Top Country Song wird im Rahmen der Billboard Music Awards an Songs von Künstlern der Country-Musik verliehen. Erstmals eingeführt wurde er bei den Billboard Music Awards 1992.

## Gewinner und Nominierte
| Jahr | Lied                                    | Künstler                               | Weitere Nominierungen | Ref.   |
| ---- | --------------------------------------- | -------------------------------------- | --- | ------ |
| 1992 | I Saw the Light                         | Wynonna Judd                           | | [ 1 ]  |
| 1996 | My Maria                                | Brooks & Dunn                          | - George Strait – Blue Clear Sky - Tracy Lawrence – Time Marches On - Ricochet – Daddy's Money                                                                                           | [ 2 ]  |
| 2001 | Ain't Nothing 'Bout You                 | Brooks & Dunn                          | | [ 3 ]  |
| 2011 | Need You Now                            | Lady Antebellum                        | - The Band Perry – If I Die Young - Miranda Lambert – The House That Built Me - Sugarland – Stuck Like Glue - Taylor Swift – Mine                                                        | [ 4 ]  |
| 2012 | Dirt Road Anthem                        | Jason Aldean                           | - Eli Young Band – Crazy Girl - Blake Shelton – Honey Bee - Lady Antebellum – Just a Kiss - Luke Bryan – Country Girl (Shake It for Me)                                                  | [ 5 ]  |
| 2013 | We Are Never Ever Getting Back Together | Taylor Swift                           | - Luke Bryan – Drunk on You - Eric Church – Springsteen - Florida Georgia Line – Cruise - Hunter Hayes – Wanted                                                                          | [ 6 ]  |
| 2014 | Cruise                                  | Florida Georgia Line and Nelly         | - Luke Bryan – Crash My Party - Luke Bryan – That's My Kind of Night - Darius Rucker – Wagon Wheel - Blake Shelton – Boys 'round Here                                                    | [ 7 ]  |
| 2015 | Burnin' It Down                         | Jason Aldean                           | - Luke Bryan – Play It Again - Sam Hunt – Leave the Night On - Florida Georgia Line feat. Luke Bryan – This Is How We Roll - Florida Georgia Line – Dirt                                 | [ 8 ]  |
| 2016 | Die a Happy Man                         | Thomas Rhett                           | - Sam Hunt – Break Up in a Small Town - Sam Hunt – Take Your Time - Little Big Town – Girl Crush - Chris Young – I'm Comin' Over                                                         | [ 9 ]  |
| 2017 | H.O.L.Y.                                | Florida Georgia Line                   | - Kenny Chesney feat. P!nk – Setting the World on Fire - Florida Georgia Line feat. Tim McGraw – May We All - Little Big Town – Better Man - Keith Urban – Blue Ain't Your Color         | [ 10 ] |
| 2018 | Body Like a Back Road                   | Sam Hunt                               | - Kane Brown featuring Lauren Alaina – What Ifs - Dustin Lynch – Small Town Boy - Bebe Rexha featuring Florida Georgia Line – Meant to Be - Brett Young – In Case You Didn't Know        | [ 11 ] |
| 2019 | Meant to Be                             | Bebe Rexha and Florida Georgia Line    | - Kane Brown – Heaven - Luke Combs – Got the Best of Me - Dan + Shay – Speechless - Dan + Shay – Tequila                                                                                 | [ 12 ] |
| 2020 | 10,000 Hours                            | Dan + Shay and Justin Bieber           | - Maren Morris – The Bones - Old Dominion – One Man Band - Blake Shelton – God’s Country - Morgan Wallen – Whiskey Glasses                                                               | [ 13 ] |
| 2021 | I Hope                                  | Gabby Barrett (featuring Charlie Puth) | - Jason Aldean – Got What I Got - Lee Brice – One of Them Girls - Morgan Wallen – Chasin' You - Morgan Wallen – More Than My Hometown                                                    | [ 14 ] |
| 2022 | Fancy Like                              | Walker Hayes                           | - Jason Aldean and Carrie Underwood – If I Didn't Love You - Luke Combs – Forever After All - Jordan Davis featuring Luke Bryan – Buy Dirt - Chris Stapleton – You Should Probably Leave | [ 15 ] |

## Mehrfach-Gewinner
- Jason Aldean (2×)
- Brooks & Dunn (2×)

## Mehrfach-Nominierungen
Sechs Nominierungen
- Luke Bryan

Vier Nominierungen
- Florida Georgia Line

Drei Nominierungen
- Sam Hunt

Zwei Nominierungen
- Jason Aldean
- Brooks & Dunn
- Lady Antebellum
- Blake Shelton